# Niels Peter Lemche
Niels Peter Lemche (født 6. september 1945) er bibelforsker ved Københavns Universitet.

## Biblisk minimalisme
Lemche er nær tilknyttet bevægelsen bibelsk minimalisme og er filosofisk og metodologisk sprogrør for den. Hans indstilling til bibelvidenskaben kan sammenfattes: "Konklusionen, at historisk-kritisk forskning er grundet på en falsk metodologi og leder til fejlagtige resultater, indebærer helt simpelt, at to hundrede års arbejde kan kastes på køkkenmøddingen. Det er næppe værdt papiret på hvilket det er skrevet."